# Haslemere
Haslemere je město v hrabství Surrey v Anglii ve Spojeném království. Nachází se přibližně 19 kilometrů jihozápadně od Guildfordu. První zmínky o Haslemere pocházejí z roku 1221. V roce 2001 zde žilo 10 417 obyvatel.